# Palazzetto dello sport Nando Di Leo
Il Palazzetto dello Sport Nando Di Leo o PalaDileo è un complesso sportivo della città di Cerignola.

## Storia
Il progetto iniziale, risalente al 1983, prevedeva: bar, campo da pallacanestro, campo da pallavolo, palestra ginnica, palestra polivalente, piscina coperta semiolimpionica e piscina scoperta olimpionica. Inoltre era prevista la realizzazione di un'arena polifunzionale coperta con una capienza di 5.000 spettatori, sui terreni retrostanti all'attuale PalaBasket, però mai costruita e sui quali oggi sorge una pista ciclistica di mountain bike.
Ad oggi la piscina risulta essere l'unico edificio ancora incompleto. Discorso diverso invece per il bar, che è stato completato ma mai aperto.
Attualmente è sede delle partite casalinghe della Pallavolo Cerignola, squadra militante nel campionato di B2. In passato ha anche ospitato la Serie B di pallacanestro maschile, tuttavia solo in deroga per via della limitata capienza dell'impianto. Il palazzetto è stato recentemente oggetto di restauri che hanno riguardato gli spogliatoi.

## Eventi
Ha ospitato numerosi tornei tra boxe, judo e tennis tavolo, inoltre si svolge annualmente un festival del tatuaggio.